# Basket Club d'Orchies
Actualités
Le Basket Club d'Orchies est un club français de basket-ball évoluant en Nationale Masculine 1 (3e division du championnat de France), basé à Orchies, dans le Nord.

## Histoire
Créé officiellement en 1925, le club prend le nom de Basket Club orchésien jusqu'en 1930, puis devient le Stade orchésien en 1931. En 1961, le club fusionne avec l'US nomainoise et prend alors le nom d'Union sportive Orchies Nomain, qui devient l'Union sportive Valenciennes Olympic en 1991. Sept ans plus tard, le club est scindé en deux et reprend son nom originel de Basket Club orchésien. En janvier 2013, le club s'installe dans la nouvelle salle nommée la Pubeco Pévèle Arena, d'une capacité de 5 000 places. Cette enceinte a servi également à l'accueil de la phase finale du Championnat d'Europe de basket-ball féminin 2013.
À quatre journées du terme de la phase régulière du championnat de Nationale 1, Orchies ne peut plus être rattrapé et est sûr de jouer en Pro B pour la saison 2013-2014.
En février 2014, après 29 matches et un bilan de 8 victoires pour 21 défaites, Orchies est dernier de Pro B et licencie l'entraîneur Philippe Namyst. Didier Dobbels devient l'entraîneur d'Orchies avec comme objectif de maintenir l'équipe en Pro B. À la fin du championnat, Orchies termine avec 15 victoires et 29 défaites et Dobbels n'est pas conservé.
Lors de la saison 2014/2015 le BC Orchies est entraîné par Fabrice Courcier. Le BCO termine la saison régulière de PRO B à la 7e place et avec la meilleure défense. Le duo intérieur Tanghe - Daniels est fondamental dans cette réussite. Le BCO est éliminé en Playoff par Denain.

## Palmarès
- Champion de Nationale 3 : 2008
- Champion de Nationale 1 : 2013

## Bilan par saison
| Saison     | Championnat national | Championnat national | Championnat national | Championnat national | Championnat national | Championnat national | Championnat national | Championnat national | Championnat national | Coupe de France | Autres compétitions nationales | Autres compétitions nationales | Coupes européennes | Coupes européennes | Coupes européennes |
| Saison     | Niveau               | Division             | Classement           | MJ                   | V                    | N                    | D                    | %V                   | Play-offs            | Coupe de France | Compétition                    | Résultat                       | Niveau             | Compétition        | Résultat           |
| ---------- | -------------------- | -------------------- | -------------------- | -------------------- | -------------------- | -------------------- | -------------------- | -------------------- | -------------------- | --------------- | ------------------------------ | ------------------------------ | ------------------ | ------------------ | ------------------ |
| BC Orchies |                      |                      |                      |                      |                      |                      |                      |                      |                      |                 |                                |                                |                    |                    |                    |
| 2007-2008  | 5                    | NM3                  | -                    | -                    | -                    | -                    | -                    | -                    | Champion             | -               | -                              | -                              | -                  | -                  | -                  |
| 2008-2009  | 4                    | NM2                  | -                    | -                    | -                    | -                    | -                    | -                    | -                    | -               | -                              | -                              | -                  | -                  | -                  |
| 2009-2010  | 4                    | NM2                  | 1er                  | -                    | -                    | -                    | -                    | -                    | -                    | -               | -                              | -                              | -                  | -                  | -                  |
| 2010-2011  | 3                    | NM1                  | 11e/18               | 34                   | 16                   | -                    | 18                   | 47 %                 | -                    | 16e de finale   | -                              | -                              | -                  | -                  | -                  |
| 2011-2012  | 3                    | NM1                  | 3e/18                | 34                   | 25                   | -                    | 9                    | 74 %                 | 1/2 finale           | 16e de finale   | -                              | -                              | -                  | -                  | -                  |
| 2012-2013  | 3                    | NM1                  | 1er/18               | 34                   | 27                   | -                    | 7                    | 79 %                 | Champion             | 16e de finale   | -                              | -                              | -                  | -                  | -                  |
| 2013-2014  | 2                    | Pro B                | 17e/18               | 44                   | 15                   | -                    | 29                   | 34 %                 | -                    | 16e de finale   | -                              | -                              | -                  | -                  | -                  |
| 2014-2015  | 2                    | Pro B                | 7e/18                | 44                   | 19                   | -                    | 15                   | 56 %                 | 1/4 de finale        | 16e de finale   | -                              | -                              | -                  | -                  | -                  |
| 2015-2016  | 2                    | Pro B                | 18e/18               | 34                   | 8                    | -                    | 26                   | 24 %                 | -                    | 32e de finale   | -                              | -                              | -                  | -                  | -                  |
| 2016-2017  | 3                    | NM1                  | 11e/18               | 34                   | 19                   | -                    | 15                   | 56 %                 | -                    | 16e de finale   | -                              | -                              | -                  | -                  | -                  |
| 2017-2018  | 3                    | NM1                  | 16e/18               | 34                   | 14                   | -                    | 20                   | 41 %                 | -                    | 32e de finale   | -                              | -                              | -                  | -                  | -                  |
| 2018-2019  | 3                    | NM1                  | 5e/14 (gr. A)        | 26                   | 16                   | -                    | 10                   | 62 %                 | 1/4 de finale        | 32e de finale   | -                              | -                              | -                  | -                  | -                  |
| 2019-2020  | 3                    | NM1                  | 10e/14 (gr. B)       | 26                   | 15                   | -                    | 11                   | 58%                  | Annulé               | 64e de finale   | -                              | -                              | -                  | -                  | -                  |
| 2020-2021  | 3                    | NM1                  | 10e/14 (gr. B)       | 26                   | 9                    | -                    | 17                   | 35%                  | Annulé               | 64e de finale   | -                              | -                              | -                  | -                  | -                  |
| 2021-2022  | 3                    | NM1                  | 7e/14 (gr. B)        | 26                   | 15                   | -                    | 11                   | 58%                  | En cours             | 32e de finale   | -                              | -                              | -                  | -                  | -                  |

## Joueurs et personnalités du club

### Entraîneurs successifs
- Manuel Coudray (2023- 2024)[8],[9]
- Ludovic Pouillart (2022-2023)
- Jimmy Ploegaerts (2018-2022)
- Fabrice Courcier (2014-2018)
- Didier Dobbels (fév.-mai 2014)
- Philippe Namyst (oct. 2010-fév. 2014)
- Pascal Delaliaux (2008-oct. 2010)
- Patrice Poulain (2005-2008)
- Marc Silvert (1974-1999)

## Budget
| Saison   | 2015-2016 | 2016-2017 | 2017-2018 | 2018-2019 | 2019-2020 | 2020-2021 | 2021-2022 |
| Budget   | 1,956 M€  | 1,4 M€    | ?         | 0,9 M€    | ?         | ?         | 0,850 M€  |
| Division | II        | III       | III       | III       | III       | III       | III       |